# رودریگو ماننارا
رودریگو ماننارا (انگلیسی: Rodrigo Mannara؛ زادهٔ ۲۴ دسامبر ۱۹۷۹) بازیکن فوتبال اهل آرژانتین است.
از باشگاه‌هایی که در آن بازی کرده‌است می‌توان به باشگاه فوتبال آرسنال ساراندی، باشگاه فوتبال راسینگ کلوب آویاندا، و باشگاه فوتبال لانوس اشاره کرد.